# Скворцова Марія Савеліївна
Марія Савеліївна Скворцова (22 березня (4 квітня) 1911 — 1 грудня 2000) — радянська і російська актриса театру та кіно, майстриня епізоду.
У 62-річному віці акторка зіграла роль мами Люби в картині « Калина червона», що принесла їй популярність.

## Біографія
Народилася 4 квітня 1911 року в Тульській губернії, в селі Туріно. Дівчинка поїхала до Москви до старших братів, там закінчила школу. З дитинства добре співала, єдине, що її скрізь зупиняло, — маленький зріст. У 1930 році за компанію з подругою прослуховувалась у Серафими Бірман — та набирала студію при Всесоюзному радіокомітеті. І Марія вступила. Після закінчення студії у 1934 році разом зі всім курсом поїхали до Великолуцького драматичного театру.
З початком німецько-радянської війни у 1941 році опинилася в Ірбитському драмтеатрі (Свердловська область), де познайомилася зі своїм чоловіком Скворцовим Семеном Михайловичем, який працював головним режисером. У 1943 році вирушила на фронт від Уральського військового округу і до кінця війни виступала у складі фронтових бригад.
Після війни, отримавши звістку про хворобу мами, акторка насилу повернулася до Москви. Вступила до Московського обласного ТЮГу «Царицино», де працювала з 1945 по 1979 рік. Спочатку грала хлопчиків-дівчаток, піонерів-героїв, козенят-зайчат, Червону Шапочку, Попелюшку. Потім були ролі в «Прибутковому місці», «Слуги двох панів», «Молодій гвардії», «Батьків і дітей». Грала Простакову, Нілівну, в радянських п'єсах про радгоспи і колгоспи. Згодом були чаклунки, Баби Яги. Марія Скворцова не грала лиходійок, вона робила своїх героїв смішними, дражнячи маленьких глядачів.
З 1957 року знімалася в кіно.
Померла 1 грудня 2000 року. Похована в Москві, на Перловському кладовищі поруч із чоловіком.
Сім'я: чоловік — Семен Михайлович Скворцов (1906—1988), син (? -1991).

## Фільмографія
1. 1957 — Дорогою ціною — стара циганка
2. 1961 —  Вечори на хуторі біля Диканьки —  епізод
3. 1973 —  Калина червона —  мати Люби
4. 1973 — Вічний поклик —  мати мовчуна
5. 1974 — Фронт без флангів —  бабка Анастасія
6. 1974 —  Злива —  Кудиніха, мешканка села
7. 1975 — Ау-у! —  Єрмолаївна
8. 1976 —  Білий Бім Чорне вухо —  Степанівна, бабуся Люсі
9. 1978 — Приїзжа —  мати Федора Баринова
10. 1978 — Кіт у мішку —  баба Олена
11. 1978 — Цілуються зорі —  Настасія, хрещена Лешко
12. 1979 —  Екіпаж —  мати Алевтини Ненарокової, Мешакова
13. 1979 — Вибач-прощавай —  Варвара
14. 1980 —  Остання втеча —  свекруха Зіни
15. 1980 —  Що можна Кузенкову?
16. 1980 — Швидше за власну тінь —  Марія Василівна
17. 1981 — Полин — трава гірка —  Ковригіна
18. 1981 — Любов моя вічна —  Максимівна
19. 1981 —  Карнавал —  бабуся з в'язанням біля ліфта
20. 1982 — Опікуни —  Міхеївна
21. 1982 — Ми жили по сусідству —  бабуся внучки Полі
22. 1983 —  Ніжний вік —  підселена бабуся
23. 1983 — Дамське танго —  Власьївна, мати Катерини, бабуся Діми
24. 1983 — Без особливого ризику —  нянечка в лікарні
25. 1983 — Самотнім надається гуртожиток —  Тьотя Зіна, вахтерка
26. 1983 — Карантин —  нянечка
27. 1983 — Божевільний день інженера Баркасова —  медсестра
28. 1983 — І життя, і сльози, і любов —  Анна
29. 1984 —  Мертві душі —  купчиха
30. 1984 — Гостя з майбутнього —  старенька на лавочці / Крис в її образі
31. 1985 — Чужий дзвінок —  баба Нюта
32. 1985 — Сонце в кишені —  тітка Клава, шкільна нянечка
33. 1985 —  Діти сонця —  Антонівна, няня
34. 1987 — По траві босоніж
35. 1987 —  Байка —  баба Маруся
36. 1988 — На допомогу, братці! —  епізод
37. 1988 —  Заборонена зона —  Єлизавета Прохорова, дружина фронтовика-інваліда
38. 1989 —  Закон —  Клавдія Іванівна, дружина Дєєва
39. 1989 — Скляний лабіринт —  бабуся Лукашова
40. 1990 — По 206-й —  Секлетінья Пармінівна Кирина, бабуся
41. 1990 —  81-й випуск «Єралашу», Совість —  настирлива старенька
42. 1991 — Собаче щастя
43. 1991 — Загублений в Сибіру —  бабуся Лільки
44. 1991 —  86-й випуск «Єралашу», Там вдалині, за рікою… —  мама Вані
45. 1993 — Якби знати... —  Анфіса, прислуга
46. 1993 —  Альфонс —  старенька біля під'їзду
47. 1995 — Трамвай в Москві — Наташа